# Comuna Hnativka, Dobrovelîcikivka
Hnativka (în ucraineană Гнатівка) este o comună în raionul Dobrovelîcikivka, regiunea Kirovohrad, Ucraina, formată din satele Hnativka (reședința), Mîhailivka și Novomîkolaiivka.

## Demografie
Componența lingvistică a comunei Hnativka
     Ucraineană (95,48%)
     Română (2,26%)
     Rusă (1,38%)
     Alte limbi (0,76%)
Conform recensământului din 2001, majoritatea populației comunei Hnativka era vorbitoare de ucraineană (95,48%), existând în minoritate și vorbitori de română (2,26%) și rusă (1,38%).